# Calydna cabira
Espèce
Calydna cabira est un insecte lépidoptère appartenant à la famille  des Riodinidae et au genre Calydna.

## Taxonomie
Calydna cabira a été décrit par William Chapman Hewitson en 1854 .
Calydna cabira belemia Brévignon et Gallard 1998, en Guyane.

## Description
Calydna cabira présente un dessus noir avec aux antérieures une grosses marque blanche centrale.

## Écologie et distribution
Calydna cabira est présent en Guyane et au Brésil.

### Biotope
Il réside dans la forêt tropicale.

### Protection
Pas de statut de protection particulier.